# Стефка Берова
Стефка Берова (нар. 3 травня 1942, Сопот, Болгарія) — болгарська співачка і акторка.

## Біографія
Стефка Берова народилася в Сопоті 3 травня 1942 року. Закінчила Національну академію театрального та кіномистецтва «Крястьо Сарафов».
П'ять років працює в драматичних театрах у Велико-Тирново, Варні та Національному театрі Івана Вазова (3 роки). Знялася в телесеріалі «На всеки километър», а також у кількох фільмах, включаючи «Вилна зона» і «Време разделно».
Потім закінчив Школу поп-співаків Болгарського національного радіо. Закінчив Першу початкову школу при Академії музики в класі Ірини Чміхової (1964).
Її кар'єра як співачки почалася в середині 1960-х. Серед перших пісень — «Фонари», «Мелничката за кафе» і «Една целувка».
Пізніше стала солісткою «Студио 5» і оркестру «Балкантон», оркестру «Метроном» —1972, і «София».
Велику популярність отримала після 1972, коли разом з Йорданом Марчінковим створила один з найвідоміших дуетів болгарської поп-музики в 1970-х роках. Найвідомішою їхньою піснею є „Семеен спомен за Поморие“, який у 1975 році здобув другу нагороду на пісенному конкурсі "Пісні для моря та Бургаса". З її першими піснями – „Летим по пътищата бели“ (музика – Георги Тимев) і „Има една светлинка“ (музика – Любен Цветков) – дует стає популярним і пісня „Семеен спомен за Поморие“ (Атанас Косев) – отримала другу нагороду на пісенному конкурсі "Пісні для моря та Бургасу" — 1975. До кінця 70-х років вони були найпопулярнішим дуетом болгарської популярної музики. Ще дві пісні отримали нагороди від конкурсу в Бургасі – в 1977: „Морето на моето детство“ (Костянтин Ташев) – перша премія, а "Моряци" (Атанас Косев) – друга премія. На радіоконкурсі "Пролет" були відзначені нагородами пісні: „Слънце в песента“ (музика – Мишо Ваклинов) – третя премія – 1977, „Цъфтят бадеми“ – 1979  і „Деца на слънцето“ – 1980 (музика – Тончо Русев) – перша премія. У 1980 дует виступав на конкурсі „Песни за морето“ в Ростоку (Німеччина) і отримали другу премію. Дует розвиває активну концертну діяльність у супроводі гурту Seasons. Концертні виступи за кордоном під назвою «Дан і Кора» включають Німеччину, Чехію, Кіпр, Італію, Португалію, Близький Схід, Марокко, Алжир та інші. Дует записує 13 нетривких і 7 довгоживучих платівок.
Так як дует розпався в 1990, Стефка Берова продовжує працювати самостійно, виконуючи мелодійні шлягери, близькі до старої міської пісні („Наследство“, „България“ та інші). ), а також македонські народні пісні. Більшість текстів написала Надія Захарієва. Берова записала пісні в дуеті з донькою Косарою.
Стефка Берова перебуває в ініціативному комітеті Фонду Стефана Воронова. У 1999 брала участь у фольклорному фестивалі «Пирин фолк» з піснею Тончо Русева «Мамин Колю», а в 2004 знімалася у серіалі „Хотел България“ на телеканалі "Нова". У 2008 Стефка Берова відзначила свій творчий ювілей: 45 років на сцені - з великим концертом у залі 1 Національного палацу культури та випуском 4 компакт-дисків.
Стефка Берова працювала з такими композиторами, як Тончо Русев, Найден Андреєв та інші. Тісно співпрацює і товаришує з композиторкою Зорницею Поповою.
У 2011 році співачка записала і випустила свій останній альбом "Destiny". Майже всі пісні в ньому записані з групою "Signal". Всі пісні написані Надією Захарієвою та 4 з них Марією Нейковою.
У травні 2016 нагороджена президентом Росеном Плевнелієвим орденом "Св. Св. Кирила і Мефодія» – I ступеня, за пропозицією міністра культури, Вежи Рашидова, за внесок у розвиток культури і мистецтва.

## Нагороди та відзнаки
- Орден "Кирила і Мефодія" – I ступінь (2016)

## Дискографія[4]

### Сольні альбоми

#### Студійні альбоми
- От сърце (1995)
- Наследство (1997)
- Винаги с тебе (2008)
- Съдба (2011)

#### Малі платівки, випущені Балкантоном
- Стефка Берова - ВТМ 5893 (1967)
- Стефка Берова - 2690 (1970)
- Стефка Берова - VTC 3081 (1974)

### Дуетні альбоми з Йорданом Марчинковим

#### Малі платівки, випущені Балкантоном
- Стефка Берова и Йордан Марчинков – ВТК 3207 (1975)
- Летим по пътищата бели – ВТК 3277 (1976)
- Стефка Берова и Йордан Марчинков – ВТК 3295 (1976)
- Стефка Берова и Йордан Марчинков – ВТК 3332 (1977)
- Стефка Берова и Йордан Марчинков – ВТК 3354 (1977)
- Старата амфора – ВТК 3410 (1978)
- Каварна – ВТК 3452 (1978)
- Мой роден край / Българско слънце – ВТК 3452 (1978)
- Парола пролет / Да откраднем време – ВТК 3518 (1980)
- Пак съм при теб – ВТК 3536 (1980)
- Двете девятки – ВТК 3612 (1981)
- Песен за моя град – ВАК 3767 (1983)
- Сухиндол – ВТК 3831 (1985)

#### Довгоживучі платівки, випущені Балкантоном
- Семеен спомен – ВТА 10143 (1978)
- Обичам те – ВТА 10316 (1979)
- Огънят, в който горим – ВТА 10651 (1981)
- Стефка Берова и Йордан Марчинков – ВТА 10974 (1982)
- Стефка Берова и Йордан Марчинков – ВТА 11406 (1984)
- Стефка Берова и Йордан Марчинков – ВТА 11983 (1986)
- Стефка Берова и Йордан Марчинков – ВТА 12449 (1990)

#### Збірки
- Непоправими хора (1996)
- Златни хитове (2008)

### Інші пісні
- „Хора, не забравяйте ни миг“ – м. В. Райчев, т. Д. Точев, изп. Стефка Берова – от фестивала „Златният Орфей“ (1972)
- „Тази мръсна война“ – б. т. Ана Георгиева, ар. Константин Драгнев, изп. Стефка Берова, съпровожда оркестър „Балкантон“, диригент: Недко Трошанов – от плочата „Хоризонт – януари, февруари, март '75“ (1975)
- „Мамин Колю“ – м. Тончо Русев, т. Евтим Евтимов, ар. Пламен Велинов, изп. Стефка Берова – от фестивала „Пирин фолк“ (1999)
- „Семеен спомен за Поморие“ – изп. Стефка Берова и Панайот Панайотов – м. Атанас Косев, т. Недялко Йорданов, ар. Бойко Петков (2008)
- „Шофьорите са като ято“ – изп. Стефка Берова и Панайот Панайотов – м. Георги Тимев, т. Стефан Чирпанлиев, ар. Бойко Петков (2008)

#### Дуетні пісні з Йорданом Марчинковим
- „Карнавална песен“ – м. Христо Ковачев, т. Веселин Василев, ар. Мишо Ваклинов, съпровожда вокална група и ЕОКТР, диригент: Вили Казасян – от плочата „Песни за Габрово“ (1977)
- „Морето на моето детство“ – м. Константин Ташев, т. Недялко Йорданов, ар. Константин Драгнев, съпровожда ЕСО Бургас, диригент: Иван Панталеев – първа награда на конкурса „Песни за Бургас, морето и неговите трудови хора“ (1977)
- „Вечерен диалог“ – м. и ар. Мария Ганева, т. Гергана Иванова – от плочата „Младост“ (1979)
- „Ще греят в огъня“ – м. Димитър Вълчев, т. Власо Власов, ар. Мишо Ваклинов – от плочата „Младост“ (1979)
- „Поэхали“ – м. Александър Йосифов, т. Димитър Точев и Н. Паниев, ар. Константин Драгнев, съпровожда оркестър, диригент: Константин Драгнев – от плочата „Звездни братя“ (1980)
- „Звезди“ – м. Атанас Бояджиев, т. Евстати Бурнаски, ар. Сашо Младенов – от плочата „Звезда '81“ (1980)
- „Любов и музика“ – м. Кирил Аврамов, т. Иван Тонев, ар. Томи Димчев – наградата на Балкантон на радиоконкурса „Пролет '81“ (1981)
- „Любовен дует“ – м. Ангел Заберски, т. Дамян Дамянов, ар. Димитър Гетов – от радиоконкурса „Пролет '81“ (1981)
- „Обичам те, Пирин“ – м. и ар. Вили Казасян, т. Богомил Гудев – от плочата „Песни за южния град“ (1981)
- „Пирине мой“ – м. и ар. Ангел Заберски, т. Орлин Орлинов – от плочата „Песни за южния град“ (1981)
- „Пирине, Пирине“ – м. Георги Костов, т. Милчо Спасов, ар. Недко Трошанов – от плочата „Песни за южния град“ (1981)
- „Тръгнала ми Яна“ – м. Атанас Бояджиев, т. Богомил Гудев, ар. Иван Стайков – от плочата „Песни за южния град“ (1981)
- „Огнен дом“ – м. Кирил Аврамов, т. Йордан Петров, ар. Сашо Александров – от плочата „Кремиковски искри 5 – 25 години МК Кремиковци“ (1983)
- „Рози пред всяка врата“ – м. Христо Ковачев, т. Димитър Ценов, ар. Димитър Бояджиев – от фестивала „Златният Орфей“ (1984)
- „Здравей, Балчик“ – м. и ар. Йордан Чубриков, т. Драгни Драгнев, съпровожда „LZ“ – от плочата „Песни за Балчик“ (1986)
- „Тутракански рибари“ – м. Йордан Чубриков, т. Драгни Драгнев, ар. Вили Казасян – от плочата „Песни за Тутракан и дружбата“ (1987)
- „Моя Беласица“ – м. и ар. Сашо Александров, т. Богомил Гудев – от плочата „Песни за южния град 3“ (1988)
- „Ах, тези габровски шеги“ – м. и ар. Йордан Чубриков, т. Иван Младенов – от плочата „50 години обувно производство – Габрово“ (1989)

## Фільмографія
| Рік         | Фільми та серіали                                           | Серії | Копродукції      | Роль             |
| ----------- | ----------------------------------------------------------- | ----- | ---------------- | ---------------- |
| 2014        | Пътят към Коста дел Маресме Българска рапсодия – 2 заглавие |       | Болгарія/Ізраїль | жената на Рангел |
| 2012        | Паяци – („Spiders“)                                         |       | США              | жена             |
| 2011        | Конан Варварина – („Conan the Barbarian“)                   |       | США/Болгарія     | майка            |
| 2004        | Хотел България                                              | 23    |                  | Цецка            |
| 1988        | Време разделно                                              | 2     |                  | Гюлфие           |
| 1975        | Вилна зона                                                  |       |                  | Михайлова        |
| 1974        | Зарево над Драва                                            | 2     |                  | певицата         |
| 1970        | Любовта към трите портокала – („Любовь к трем апельсинам“)  | 2     | Болгарія         |                  |
| 1969 – 1971 | На всеки километър                                          | 26    |                  |                  |
| 1969        | Свобода или смърт                                           |       |                  |                  |
|             |                                                             |       |                  |                  |
| 1959        | Хитър Петър                                                 |       |                  |                  |